# 1044
1044. је била проста година.

## Догађаји
- 5. јул — Угарски краљ Шамуел Аба је поражен у бици код Менфеа.
- Папа Бенедикт IX је протеран из Рима.
- Селџуци су протерали Огузе из Харезма. Харезм је дошао под власт Селџучког царства као вазална кнежевина.
- Сунг царство је склопило мир са Тангутима, пристајући да плаћа данак.
- Успешан поход Јарослава Мудрог против Литваније.
- Јарослав Мудри даје своју ћерку Јелисавету за жену норвешком краљу Харалду III.
- По наређењу кијевског кнеза Јарослава Мудрог, посмртни остаци кнеза Јарополка Свјатославича су ексхумирани, и пренети из гробнице у Десетину цркву у Кијеву. Према каснијим изворима, овај обред су обавила три архимандрита који су Јарославу Мудром стигли из Византије.
- Всеслав од Полоцка први пут постаје кнез полоцки .

## Смрти
- Шамуел Аба

- Матилда од Фризије